# 모리스 파르망

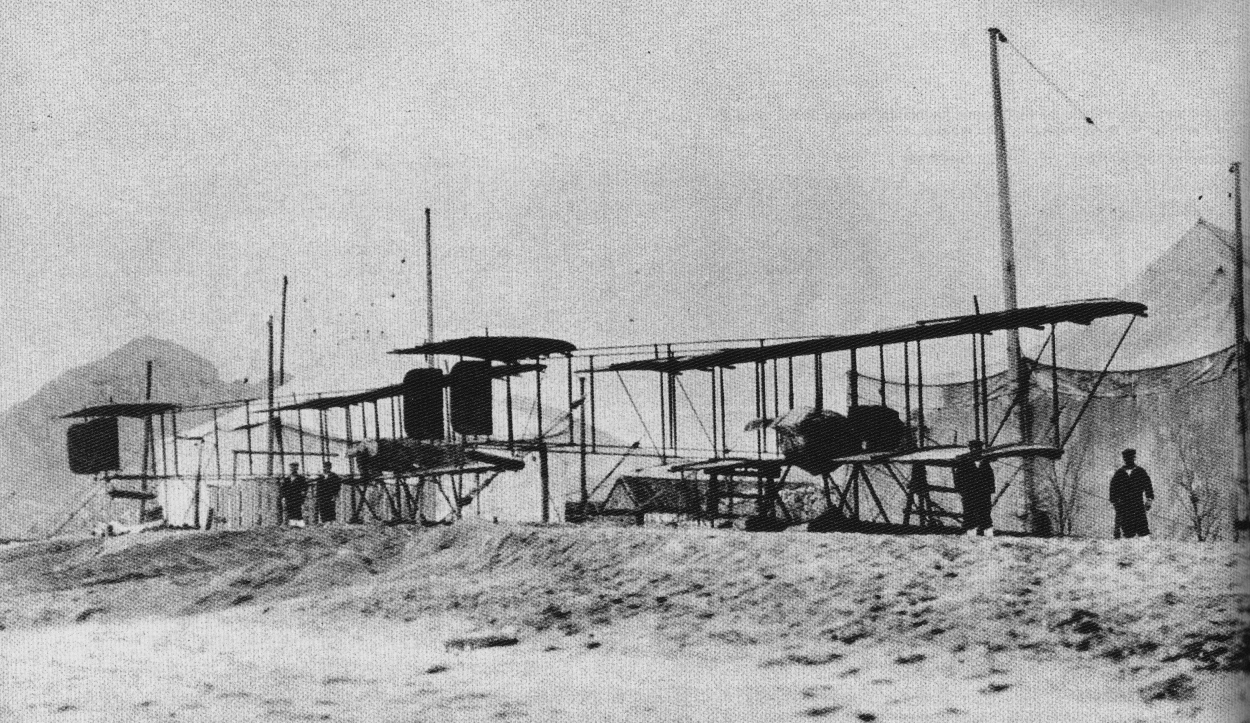
일본 제국 해군의 비행기 수송선 와카미야함에 배치된 두대의 모리스 파르망 수상 비행기. 1914년 중국 칭다오.

모리스 파르망(Maurice Alain Farman, 1877년 3월 21일 - 1964년 2월 25일)은 영국계 프랑스인 그랑프리 자동차 경주 우승자, 비행사, 항공기 제작·설계자이다.

## 생애
프랑스 파리에서 영국인 부모사이에 태어난 모리스 파르망은 그의 형제 리차드 파르망, 앙리 파르망과 함께 유럽 비행체 개발을 개척했다.
모르스 파르망은 1901년 포 그랑프리 자동차 경주에서 우승하며, 최초의 그랑 프리 우승자가 된다. 1902년 5월 모리스 파르망은 파리와 아라스를 왕복하는 Circuit du Nord 경주에서 우승한다. 그러나 모리스의 관심사는 자동차에서 동력을 이용한 비행기로 옮겨가게 되고, 1908년 모리스는 보이즌(Voisin)사가 제작한 모델 4 복엽기를 사들였다. 1909년 모리스 파르망은 세계 최장, 최고 속도 비행 기록을 세웠다. 비행기 제작에 뛰어든 모리스는 1912년 그의 형제들과 함께 "파르망 비행 제작사"(Farman Aviation Works)를 세운다. 1909년 11월 18일, 프랑스 비행협회가 수여한 비행자격증(Brevet no. 6)를 수여받았다.
모리스 파르망은 1964년 프랑스 파리에 사망했다.